# Nominał
Nominał – nadawana przez emitenta wartość środka pieniężnego, papieru wartościowego, bonu pieniężnego, znaczka pocztowego itp..
Nominał środka pieniężnego zwykle widnieje na rewersie monety, a na banknotach zamieszczany jest na obu jego stronach.